# Le Sourire de Rigadin
Pour plus de détails, voir Fiche technique et Distribution.
Le Sourire de Rigadin est un film muet français réalisé par Georges Monca, sorti en 1916.

## Fiche technique
- Titre : Le Sourire de Rigadin
- Réalisation : Georges Monca
- Scénario :
- Photographie :
- Montage :
- Société de production : Pathé Frères
- Société de distribution : Pathé Frères
- Pays de production :  France
- Langue : film muet avec les intertitres en français
- Métrage : 345 mètres (1 bobine)
- Format : Noir et blanc — 35 mm — 1,33:1 — Muet
- Genre : Comédie
- Durée : 11 minutes et 30 secondes
- Numéro de catalogue Pathé : 7756
- Date de sortie : 
  - France : 3 novembre 1916

## Distribution
- Charles Prince : Rigadin
- Germaine Risse
- Clo Marra
- Georges Monca	(dans son propre rôle)